# Gżira United Football Club
Lo Gżira United Football Club è una società calcistica maltese con sede nella città di Gżira.
Nella stagione 2023-24 si è classificata al nono posto nella Premier League, la massima divisione del campionato maltese.

## Storia
Gzira Amateurs, Gzira Lions e Gzira Athletics, tra il 1932 ed il 1946, rappresentarono la città nel calcio nazionale, seppur a livelli minori. Nel 1947 venne fondato lo United; nel 1973 vinse la coppa nazionale; per raggiungere l'obiettivo eliminò Hamrun Spartans (1-0), Hibernians (1-1 e 2-1 nel replay) e sconfisse 2-0 il Birkirkara in finale al 3° replay; entrambi i primi finirono 0-0.
In virtù della vittoria in Coppa nazionale, lo United ottenne il diritto di partecipare per la prima volta nella sua storia ad una competizione europea, la Coppa delle Coppe, dove non riuscì a superare il primo turno subendo un pesante passivo dalla compagine norvegese dello Sk Brann.
Dopo la retrocessione in Third Division del 1977-78, lo United riuscì nell'impresa di centrare tre promozioni consecutive, arrivando a giocare nella massima serie 1981-82. Nel 1998-99, nel campionato di Second Division (terza serie), si aggiudica il torneo vincendo tutti gli incontri. Nella stagione 2015-16, ottiene la promozione in Premier League, a 34 anni di distanza dalla sua ultima apparizione nella massima serie.
Nella stagione 2017-18 la squadra si è classificata al terzo posto nella massima serie maltese, raggiungendo il miglior piazzamento della sua storia in Campionato ed ottenendo così il diritto di partecipare alle coppe europee per la seconda volta, a più di quarant'anni di distanza dall'ultima apparizione. Sorteggiati per il turno preliminare di Europa League i Maroons sono riusciti nell'impresa di superare per la prima volta nella loro storia un turno in una coppa europea, eliminando la squadra andorrana del Sant Julià con un risultato complessivo di 4-1. Il club maltese poi non ha la meglio contro i serbi del Radnicki Nis ottenendo due sconfitte, per un totale di 5-0 finale.
Dopo aver raggiunto nuovamente il terzo posto in campionato, uguagliando il miglior piazzamento della sua storia ottenuto nella stagione precedente, e la semifinale in Coppa di Malta, i Maroons riescono nell'impresa di eliminare la più quotata compagine croata dell'Hajduk Spalato nel primo turno preliminare dell'Europa League 2019-20. Raggiungono così il secondo turno di qualificazione (a tutt'oggi il miglior risultato eutropo della squadra), dove tuttavia non riescono a superare la compagine lettone del Ventspils.
Nella stagione 2020-21 il club raggiunge per la terza volta in quattro anni il terzo posto in campionato, ottenendo il diritto di partecipare al primo turno di qualificazione della Conference League 2021-22.

## Tifoseria

### Gemellaggi e rivalità

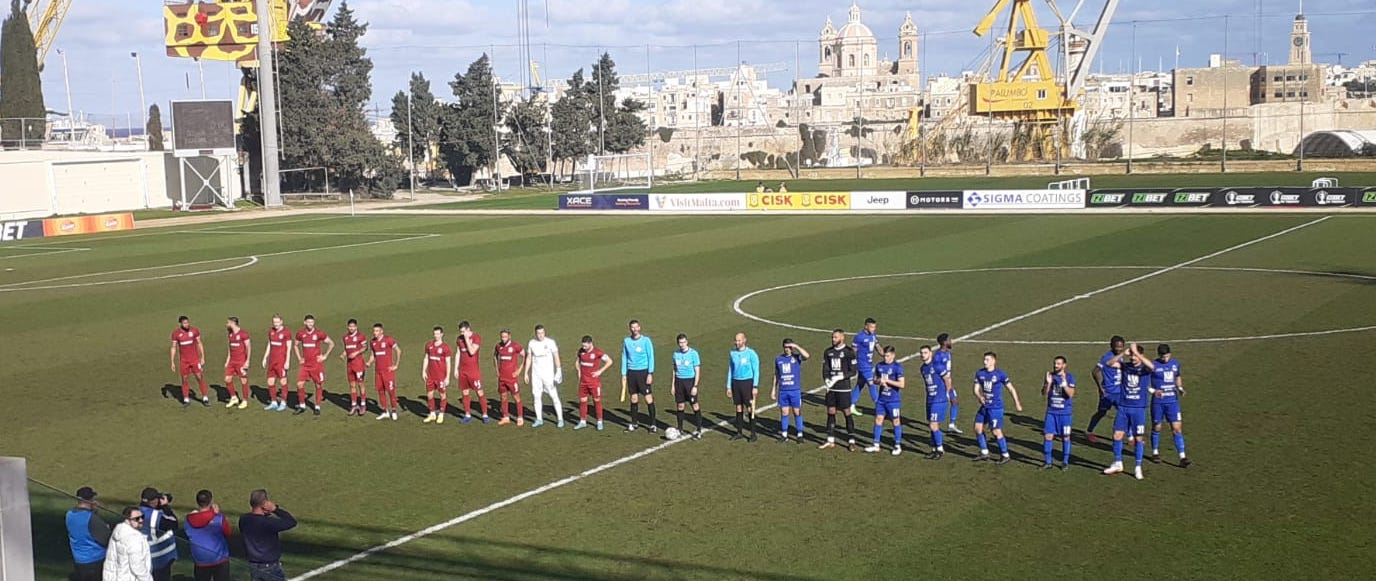
Gzira United e Sliema Wanderers in campo per il Primo turno di Coppa di Malta 2022-23

Il principale derby per la tifoseria Maroons è quello nei confronti degli Sliema Wanderers; causa della rivalità è la prossimità geografica fra le città di appartenenza dei due club.

## Risultati nelle Coppe Europee
| Stagione | Competizione      | Turno                      | Club             | Andata | Ritorno | Totale          |
| -------- | ----------------- | -------------------------- | ---------------- | ------ | ------- | --------------- |
| 1973-74  | Coppa delle Coppe | 1º turno                   | Brann            | 0-2    | 0-7     | 0-9             |
| 2018-19  | Europa League     | Turno preliminare          | Sant Julià       | 2-0    | 2-1     | 4-1             |
| 2018-19  | Europa League     | 1º Turno di qualificazione | Radnički Niš     | 0-4    | 0-1     | 0-5             |
| 2019-20  | Europa League     | 1º Turno di qualificazione | Hajduk Spalato   | 0-2    | 3-1     | 3-3             |
| 2019-20  | Europa League     | 2º Turno di qualificazione | Ventspils        | 0-4    | 2-2     | 2-6             |
| 2021-22  | Conference League | 1º Turno di qualificazione | Sant Julià       | 0-0    | 1-1     | 1-1 (dts)       |
| 2021-22  | Conference League | 2º Turno di qualificazione | Rijeka           | 0-2    | 0-1     | 0-3             |
| 2022-23  | Conference League | 1º Turno di qualificazione | Atlètic Escaldes | 1-1    | 1-0     | 2-1 (dts)       |
| 2022-23  | Conference League | 2º Turno di qualificazione | Radnički Niš     | 2-2    | 3-3     | 5-5 (3-1 dtr)   |
| 2022-23  | Conference League | 3º Turno di qualificazione | Wolfsberger      | 0-0    | 0-4     | 0-4             |
| 2023-24  | Conference League | 1º Turno di qualificazione | Glentoran        | 2-2    | 1-1     | 3-3 (14-13 dtr) |
| 2023-24  | Conference League | 2º Turno di qualificazione | F91 Dudelange    | 2-0    | 1-2     | 3-2             |
| 2023-24  | Conference League | 3º Turno di qualificazione | Viktoria Plzeň   | 0-2    | 0-4     | 0-6             |

## Rosa 2022-2023
Aggiornata al 4 marzo 2023.
| N. |                     | Ruolo | Calciatore       |
| -- | ------------------- | ----- | ---------------- |
| 1  | Malta (bandiera)    | P     | David Cassar     |
| 3  | Brasile (bandiera)  | D     | Gabriel Mentz    |
| 4  | Malta (bandiera)    | C     | Andy Borg        |
| 5  | Malta (bandiera)    | D     | Luke Tabone      |
| 6  | Malta (bandiera)    | C     | Nikolai Muscat   |
| 7  | Malta (bandiera)    | C     | Steve Pisani     |
| 8  | Malta (bandiera)    | C     | Zachary Scerri   |
| 9  | Malta (bandiera)    | D     | Marcelo Dias     |
| 11 | Malta (bandiera)    | C     | Macula           |
| 15 | Malta (bandiera)    | A     | Hytem Kabar      |
| 16 | Colombia (bandiera) | C     | Luis Riascos     |
| 18 | Malta (bandiera)    | C     | Nashton Taliana  |
| 21 | Malta (bandiera)    | C     | Jean Paul Attard |

| N. |                     | Ruolo | Calciatore        |
| -- | ------------------- | ----- | ----------------- |
| 22 | Croazia (bandiera)  | C     | Toni Kolega       |
| 24 | Malta (bandiera)    | P     | Krassimir Zammit  |
| 30 | Croazia (bandiera)  | P     | Darijan Žarkov    |
| 44 | Croazia (bandiera)  | D     | Marko Ćosić       |
| 47 | Malta (bandiera)    | D     | Brooklyn Borg     |
| 91 | Brasile (bandiera)  | A     | Maxuell Samurai   |
| 93 | Brasile (bandiera)  | D     | Thiaguinho        |
| 94 | Brasile (bandiera)  | A     | Jefferson         |
| 98 | Colombia (bandiera) | C     | Jackson Mendoza   |
|    | Giamaica (bandiera) | C     | Martin Davis      |
|    | Giamaica (bandiera) | C     | Kevaughn Atkinson |
|    | Malta (bandiera)    | D     | Neil Borg         |
|    | Brasile (bandiera)  | C     | Ewertton          |

## Palmarès

### Competizioni nazionali
- Coppa di Malta: 1

1972-1973
- First Division: 1

2015-2016
- Second Division: 2

1998-1999, 2011-2012
- Third Division: 1

2008-2009

### Altri piazzamenti
- Campionato maltese:

Terzo posto: 2017-2018, 2018-2019, 2020-2021, 2022-2023
- Coppa di Malta:

Semifinalista: 2013-2014, 2018-2019, 2022-2023, 2023-2024